# Stubentor metróállomás
Stubentor egy metróállomás Bécsben a bécsi metró U3-as vonalán.

## Szomszédos állomások
A metróállomáshoz az alábbi állomások vannak a legközelebb:
- Landstraße
- Stephansplatz

## Átszállási kapcsolatok
| U3 (Ottakring ↔ Simmering) |                        |                         |
| Állomás                    | Átszállási kapcsolatok | Fontosabb létesítmények |
| Stubentor                  | 2 3A, 74A              | Ring, Stadtpark         |